# Mahrajganj
Mahrajganj è una suddivisione dell'India, classificata come municipal board, di 26.272 abitanti, capoluogo del distretto di Maharajganj, nello stato federato dell'Uttar Pradesh. In base al numero di abitanti la città rientra nella classe III (da 20.000 a 49.999 persone).

## Geografia fisica
La città è situata a 27° 7' 60 N e 83° 34' 0 E e ha un'altitudine di 88 m s.l.m..

## Società

### Evoluzione demografica
Al censimento del 2001 la popolazione di Mahrajganj assommava a 26.272 persone, delle quali 13.824 maschi e 12.448 femmine. I bambini di età inferiore o uguale ai sei anni assommavano a 4.661, dei quali 2.427 maschi e 2.234 femmine. Infine, coloro che erano in grado di saper almeno leggere e scrivere erano 14.779, dei quali 9.201 maschi e 5.578 femmine.